# ZE Records
Pour les articles homonymes, voir ZE.
ZE Records est un label discographique indépendant fondé en 1978 par Michael Zilkha et Michel Esteban à New York.

## Historique
ZE Records est créé en 1978 à New York par l'Anglais Michael Zilkha (Z), et le Français Michel Esteban (E). 
Michael Zilkha, (né en 1954) d'origine irakienne, fils du propriétaire de Mothercare, une société britannique de grande distribution, et beau-fils de Lord Lever (en), est élevé en Angleterre. Il fait des études notamment au Lincoln Collège, de l'Oxford University, en 1975. Il quitte Londres pour New York pour travailler dans l'édition, et écrit dans les pages culturelles théâtrales du journal Village Voice.
Michel Esteban (né en 1951) étudie l'art, en 1968 aux Arts Graphiques de Paris, puis au Milton Glazer's School of Visual Arts de New York. En 1975, après un périple de plusieurs mois « à la Kerouac » à travers les États-Unis, il ouvre dans le centre de Paris Harry Cover », première boutique spécialisée dans les disques imports anglais et américains, et dans le merchandising rock, particulièrement les T-shirts à l'effigie des icônes du rock, livres et magazines internationaux. Le sous-sol de la boutique devient vite la salle de répétition des groupes parisiens new wave, et la boutique elle-même, un lieu bien connu de la communauté punk parisienne. 
Lorsque Esteban fait ses premiers pas dans l'industrie musicale en produisant le groupe français new wave Marie et les Garçons en 1977, il demande à John Cale de réaliser la production du single. Ils s'étaient rencontrés par l'intermédiaire de leur amie commune Patti Smith alors que Cale produisait Horses (album)|Horses, le premier album de la chanteuse. John Cale produit donc à New York le premier single Re Bop (devenu culte) du groupe, et quand il décide de monter son propre label indépendant avec Jane Friedman (le manager de John et Patti), il fait appel à Michel Esteban et lui présente quelques mois plus tard Michael Zilkha. Esteban et Zilkha, depuis longtemps tous deux grands fans du Velvet Underground participent à la création avec Friedman et Cale du label SPY Records. Le single de Marie et les Garçons est originellement publié sur SPY aux USA, tout comme quelques autres singles, tous produits par John Cale dont Harry Toledo, The Necessaries ; le pape de la culture rock : Lester Bangs, Model Citizens, et « l'éminence noire » de Bob Dylan : Bob Neuwirth (en).
Cette aventure à quatre dure quelques mois, puis Zilkha et Esteban décident de créer leur propre label ZE Records. Après l'explosion du punk et de la new wave à la fin des années 70, une nouvelle génération de musiciens « wanabee » souvent écrivains, peintres, réalisateurs, et autres, créent une scène de musique déviante qui rejette les chemins traditionnels de l'industrie musicale. ZE leur fournit un cocon déjanté et un labo pour que cette tribu urbaine puisse explorer en toute impunité de nouveaux champs de perceptions. Un an plus tard, Chris Blackwell se joint à l'aventure et, à travers un deal de licence avec son label Island Records, offre à ZE l'opportunité d'une exposition mondiale. ZE développe durant quelques années une identité indépendante  dotée d'une ligne esthétique singulière, un univers chaotique, mais cohérent, refuge de toute la scène underground arty new-yorkaise composée de fortes personnalités. Dans The Face en janvier 82, Paul Tickell décrit le label : « ZE records, le label le plus Hype du monde ». En l’espace de quelques années, des albums de Suicide,Lydia Lunch, Alan Vega, James White/Chance, Lizzy Mercier Descloux, John Cale, pour ne citer que les plus connus, sont enregistrés.
En 1982 Esteban quitte New York et ZE records pour d'autres aventures en solo De 1984 à 1989, il produit le groupe français new wave transfuge de Marquis de Sade, Octobre, l'album sud-africain de Lizzy Mercier Descloux incluant, contre toute attente, le hit Mais où Sont Passées Les Gazelles, et son suivant au Brésil « One for the Soul » avec Chet Baker. Puis deux albums avec Lio : Pop Model et Cancan, incluant deux singles d'or Les Brunes Comptent Pas Pour Des Prunes et Fallait Pas Commencer et un album d’or Pop Model...
Michael Zilkha arrête ZE Records en 1984. Il rejoint son père au sein de Tower Petroleum (une compagnie d'exploitation pétrolière basée à houston renommé  Zhilka Energy). Il est aujourd'hui à la tête de Horizon Wind Energy (en). Il siège au bureau de surveillance de la Chinquapin School (en), The Menil Collection, The Contemporary Arts Museum et The Alley Theatre (en), à Houston, dans le Texas.
En 2003, Michel Esteban relance ZE records qui remasterise et réédite des albums.